# Ministerio de Educación Nacional de Argelia
El Ministerio de Educación Nacional de Argelia (en árabe: وزارة التربية الوطنية) es un departamento agelino. Su sede se encuentra en El Mouradia, Wilaya de Argel. Había un presupuesto de € 5000 millones en 2014.  La Ministra de Educación Nacional es Nouria Benghabrit-Remaoun.